# 尾張津島秋まつり

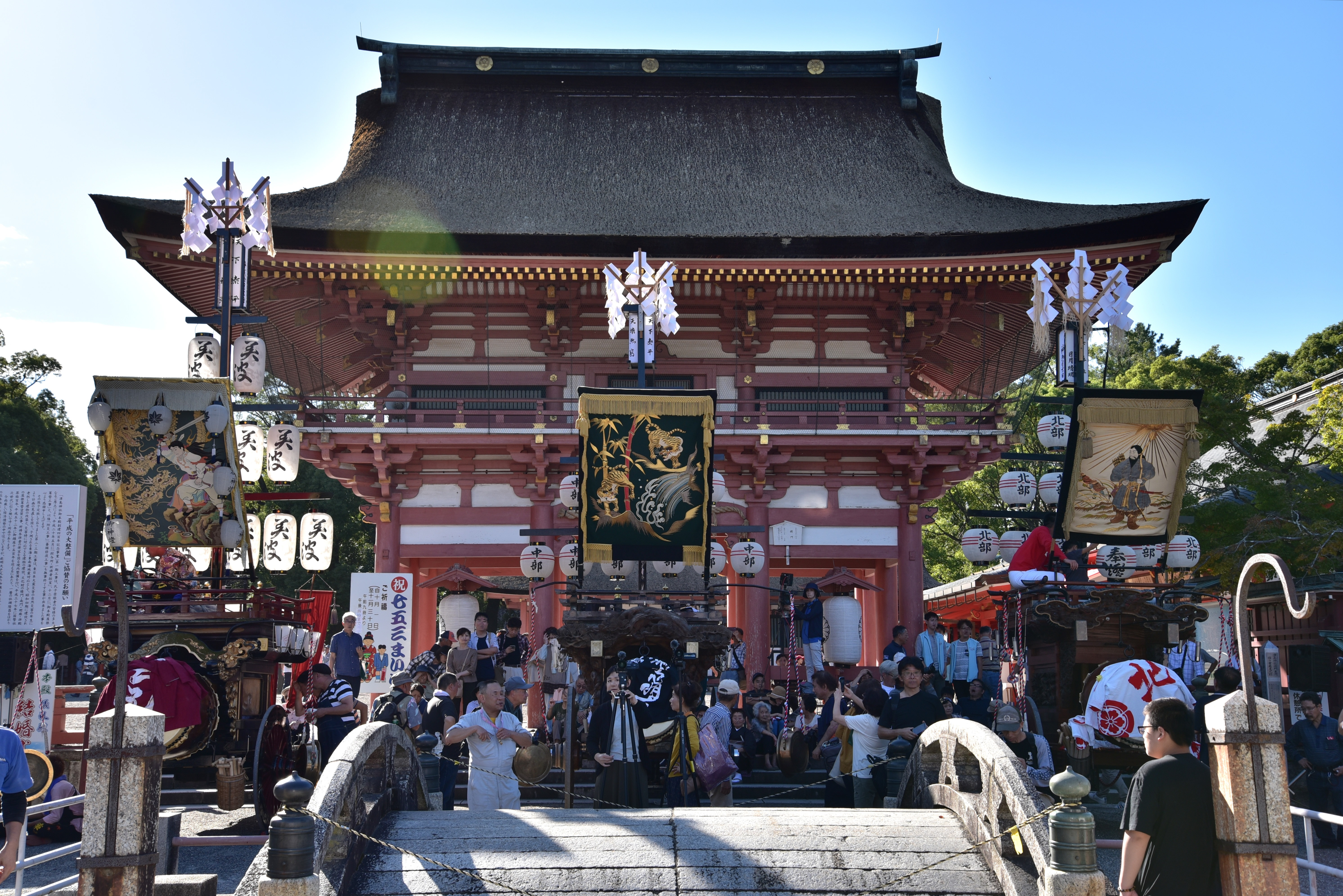
津島神社楼門前に集まった石採車

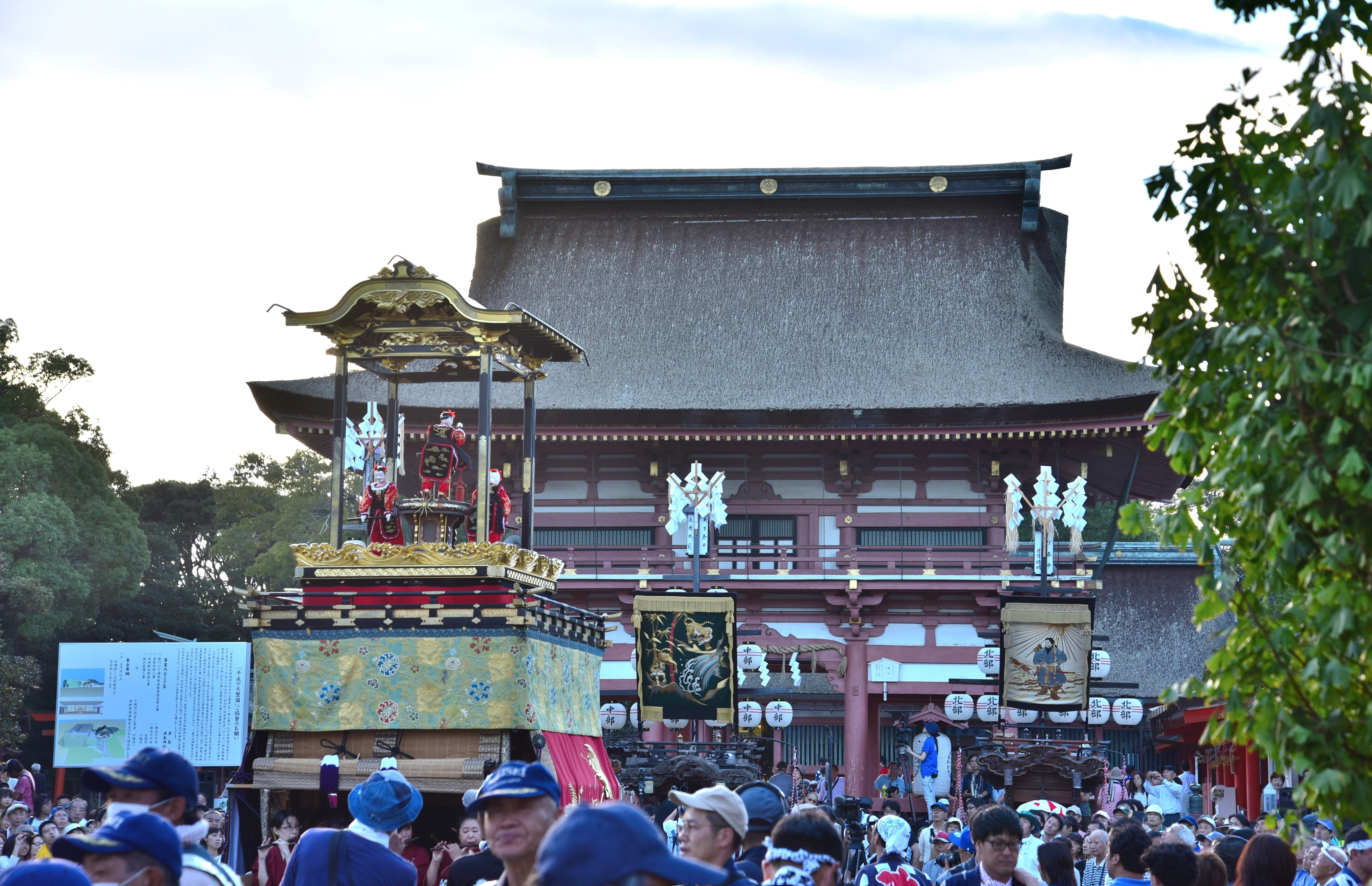
からくり奉納

尾張津島秋まつり（おわりつしまあきまつり）は、愛知県津島市にて行われる祭である。

## 概要
江戸時代に現在の津島市内で行われていた4つの祭りを、大正15年（1926年）に津島神社が県社から国幣小社に昇格したのを奉祝して合同で行うようになったものである。毎年9月30日から10月6日までのうち土曜日に当たる日を初日として、その翌日の日曜日まで(=10月第1日曜日とその前日)の2日間にわたり行われる。山車は16台あり、すべてにからくり人形が搭載されている。津島神社楼門前にて、順次からくりが奉納される。そのほか、鉦や太鼓を打ち鳴らす石採祭車4台、神楽21基も一緒に町中を巡行する。2019年令和改正に伴い5月1日に山車が出された。

## 新型コロナウイルス対策
2020年流行した新型コロナウイルスの影響で、コロナ対策が間に合っておらず中止となった。2021年も同様に新型コロナウイルスの影響で中止となった。2022年約3年ぶりに規模を縮小して、開催されると発表された。2023年は4年ぶりとなる通常開催が行われた。